# Râul Hărăbor
Râul Hărăbor sau Râul Hărăbaru este un curs de apă afluent al râului Sâmbotin.

## Hărți
- Harta munții Vâlcan  Arhivat în 15 iunie 2011, la Wayback Machine.